# Place Pierre-Brisson
La place Pierre-Brisson est une voie située dans le quartier de Chaillot du 16e arrondissement de Paris.

## Situation et accès
La place Pierre-Brisson se situe au croisement de la rue Georges-Bizet, de la rue Goethe et de l'avenue Marceau.
Elle est desservie par la ligne 9 à la station Alma - Marceau.

## Origine du nom
Elle porte le nom du journaliste et directeur du Figaro Pierre Brisson (1896-1964).

## Historique
La place est créée et prend sa dénomination actuelle par un arrêté du 9 février 1971 sur l'emprise des voies qui la bordent.